# Агилар, Пабло Сесар
Пабло Сесар Агилар Бенитес (исп. Pablo César Aguilar Benítez; род. 2 апреля 1987, Луке, Сентраль) — парагвайский футболист, защитник клуба «Спортиво Лукеньо». Выступал за сборную Парагвая.

## Клубная карьера
Агилар — воспитанник футбольной академии клуба «Спортиво Лукеньо». В 2004 году он дебютировал за основную команду. Уже в следующем сезоне он стал основным футболистом клуба. В 2007 году он завоевал с командой серебряные медали парагвайской Примеры. В январе 2008 года Пабюло перешёл в аргентинский «Колон». 9 февраля в матче против «Велес Сарсфилд» он дебютировал в чемпионате Аргентины. В этом же поединке он забил свой первый гол.
Летом 2009 года Агилар перешёл в мексиканский «Сан-Луис». 9 августа в поединке против «Монаркас Морелия» он дебютировал в мексиканской Примере. 20 сентября в матч против «Крус Асуль» Пабло забил свой первый гол за клуб. В 2010 году Агилар на правах аренды перешёл в аргентинский «Арсенал», где он был основным футболистом и занял с командой третье место. В 2011 году он был в краткосрочной аренде в «Депортиво Дефенса», за который провёл три матча.
В 2012 году Агилар вернулся в «Спортиво Лукеньо» на правах годичной аренды. Со своим родным клубом он выиграл Апертуру, но не успел поучаствовать в награждении так как был отозван из аренды. Летом 2012 года Пабло на правах аренды перешёл в «Тихуану», к своему бывшему тренеру по «Колону», Антонио Мохамеду. 21 июля в матче против «Пуэблы» он дебютировал за новый клуб. В этом же матче он забил свой первый гол за новую команду. В первом же сезоне Агилар выиграл Апертуру. 27 февраля 2013 года в матче Кубка Либертадорес против боливийского «Сан-Хосе» Пабло забил гол и помог своей команде одержать крупную победу.
В 2014 году Агилар присоединился к столичной «Америке». 23 февраля в матче против УНАМ Пумас он дебютировал за новый клуб. 16 марта в поединке против «Чьяпас» Пабло забил свой первый гол за «Америку». В 2014 году он помог команде выиграть чемпионат. В 2015 году Агилар помог Америке завоевать Кубок чемпионов КОНКАКАФ, отметившись голом в поединке против коста-риканской «Депортиво Саприсса». В начале 2018 года Пабло вернулся в «Тихуану», а летом присоединился к «Крус Асуль».

## Международная карьера
В 2007 году Агилар был вызван в молодёжную сборную Парагвая для участия в молодёжном чемпионате Южной Америки. На турнире он был основным футболистом и принял участие во всех девяти матчах.
22 августа 2007 года в товарищеском матче против сборной Венесуэлы он дебютировал за сборную Парагвая. 17 октября 2012 года в поединке отборочного турнира чемпионата мира 2014 против сборной Перу он забил свой первый гол за национальную команду.
В 2015 году Агилар был включён в заявку сборной на Кубок Америки в Чили. На турнире он сыграл в матчах против Бразилии, Ямайки, Перу и дважды Аргентины.

### Голы за сборную Парагвая
| № | Дата            | Место                                     | Противник | Счёт | Результат | Соревнование                     |
| - | --------------- | ----------------------------------------- | --------- | ---- | --------- | -------------------------------- |
| 1 | 17 октября 2012 | Дефенсорес дель Чако, Асунсьон, Парагвай  | Перу      | 1:0  | 1:0       | Чемпионат мира 2014 квалификация |
| 2 | 15 ноября 2012  | Эстадио Феличиано Касерес, Луке, Парагвай | Гватемала | 2:0  | 3:1       | Товарищеский матч                |
| 3 | 15 ноября 2012  | Эстадио Феличиано Касерес, Луке, Парагвай | Гватемала | 3:0  | 3:1       | Товарищеский матч                |
| 4 | 6 февраля 2013  | Эстадио Николас Леос, Луке, Парагвай      | Сальвадор | 3:0  | 3:0       | Товарищеский матч                |

## Достижения
Командные
«Спортиво Лукеньо»
- Победитель чемпионата Парагвая: Апертура 2007

«Тихуана»
- Победитель чемпионата Мексики: Апертура 2012

«Америка»
- Победитель чемпионата Мексики: Апертура 2014
- Обладатель Кубка чемпионов КОНКАКАФ: 2014/15

Индивидуальные
- Футболист года в Парагвае: 2012